# Pista elongata
Pista elongata är en ringmaskart som beskrevs av Moore 1909. I den svenska databasen Dyntaxa används istället namnet Pista maculata. Pista elongata ingår i släktet Pista och familjen Terebellidae. Enligt den svenska rödlistan är arten otillräckligt studerad i Sverige. Arten förekommer i Götaland. Artens livsmiljö är havet. Inga underarter finns listade i Catalogue of Life.